# Takeshi Tsujimura
Takeshi Tsujimura (辻村猛?  4 de julio de 1974 en Osaka) es un expiloto de motociclismo japonés. Tsujimura debutó en 1993 con Yamaha. Su mejor temporada fue 1994 cuando ganó cuatro carreras y acabó la temporada en tercer lugar por detrás de Kazuto Sakata y Noboru Ueda en la categoría de 125cc. En 2006, ganó las 8 Horas de Suzuka formando equipo junto a Shinichi Itoh.

## Resultados
Sistema de puntuación de 1993 en adelante:
| Posición | 1.º | 2.º | 3.º | 4.º | 5.º | 6.º | 7.º | 8.º | 9.º | 10.º | 11.º | 12.º | 13.º | 14.º | 15.º |
| Pts.     | 25  | 20  | 16  | 13  | 11  | 10  | 9   | 8   | 7   | 6    | 5    | 4    | 3    | 2    | 1    |

| Año  | Cat.  | Moto   | 1       | 2       | 3       | 4       | 5       | 6       | 7       | 8       | 9      | 10     | 11      | 12     | 13     | 14     | 15     | Pos. | Pts. |
| ---- | ----- | ------ | ------- | ------- | ------- | ------- | ------- | ------- | ------- | ------- | ------ | ------ | ------- | ------ | ------ | ------ | ------ | ---- | ---- |
| 1993 | 125cc | Honda  | AUS 9   | MAL 3   | JPN 3   | SPA 3   | AUT 1   | GER 3   | NED Ret | EUR 9   | SMR 9  | GBR 8  | CZE 3   | ITA 4  | USA 6  | FIM 2  |        | 3.º  | 177  |
| 1994 | 125cc | Honda  | AUS Ret | MAL 5   | JPN 1   | SPA 6   | AUT NC  | GER Ret | NED 1   | ITA 3   | FRA 2  | GBR 1  | CZE 5   | USA 1  | ARG 7  | EUR 4  |        | 3.º  | 190  |
| 1995 | 250cc | Honda  | AUS 9   | MAL 18  | JPN Ret | SPA Ret | GER     | ITA     | NED Ret | FRA Ret | GBR 13 | CZE    | BRA 17  | ARG 15 | EUR 15 |        |        | 22.º | 12   |
| 1996 | 250cc | Honda  | MAL 12  | INA Ret | JPN 11  | SPA 14  | ITA Ret | FRA 13  | NED Ret | GER Ret | GBR 6  | AUS 10 | CZE Ret | IMO 7  | CAT 11 | RIO 10 | EUR 10 | 11.º | 56   |
| 1997 | 250cc | Honda  | MAL Ret | JAP 4   | ESP 4   | ITA Ret | AUT 7   | FRA Ret | NED 6   | IMO Ret | ALE 13 | RIO 8  | GBR 6   | CZE 6  | CAT 7  | IDN 5  | AUS 4  | 7.º  | 109  |
| 1998 | 250cc | Yamaha | JAP 15  | MAL 11  | ESP 8   | ITA 12  | FRA 9   | MAD 7   | NED 7   | GBR 8   | ALE 6  | CZE 8  | IMO 9   | CAT 10 | AUS 11 | ARG 12 |        | 8.º  | 91   |

| Color     | Resultado                                                               |
| --------- | ----------------------------------------------------------------------- |
| Oro       | Ganador                                                                 |
| Plata     | 2.ª plaza                                                               |
| Bronce    | 3.ª plaza                                                               |
| Verde     | Finalizó en los puntos                                                  |
| Azul      | Finalizó sin puntos                                                     |
| Azul      | NC - No clasificado                                                     |
| Violeta   | Ret - No terminó (Carrera)                                              |
| Rojo      | DNQ - No se clasificó                                                   |
| Negro     | DSQ - Descalificado                                                     |
| Blanco    | DNS - No empezó (carrera)                                               |
| Blanco    | WD - Retirado (fin de semana)                                           |
| Blanco    | C - Carrera cancelada                                                   |
| Sin color | DNP - Inscrito pero no participó                                        |
| Sin color | INJ - Lesionado                                                         |
| Sin color | EX - Excluido                                                           |
| Estado    | Resultado                                                               |
| Negrita   | Pole position                                                           |
| Cursiva   | Vuelta rápida                                                           |
| †         | Abandona, pero clasifica al completar el porcentaje requerido para ello |